# Sint-Jan Baptistkerk (Berendrecht)

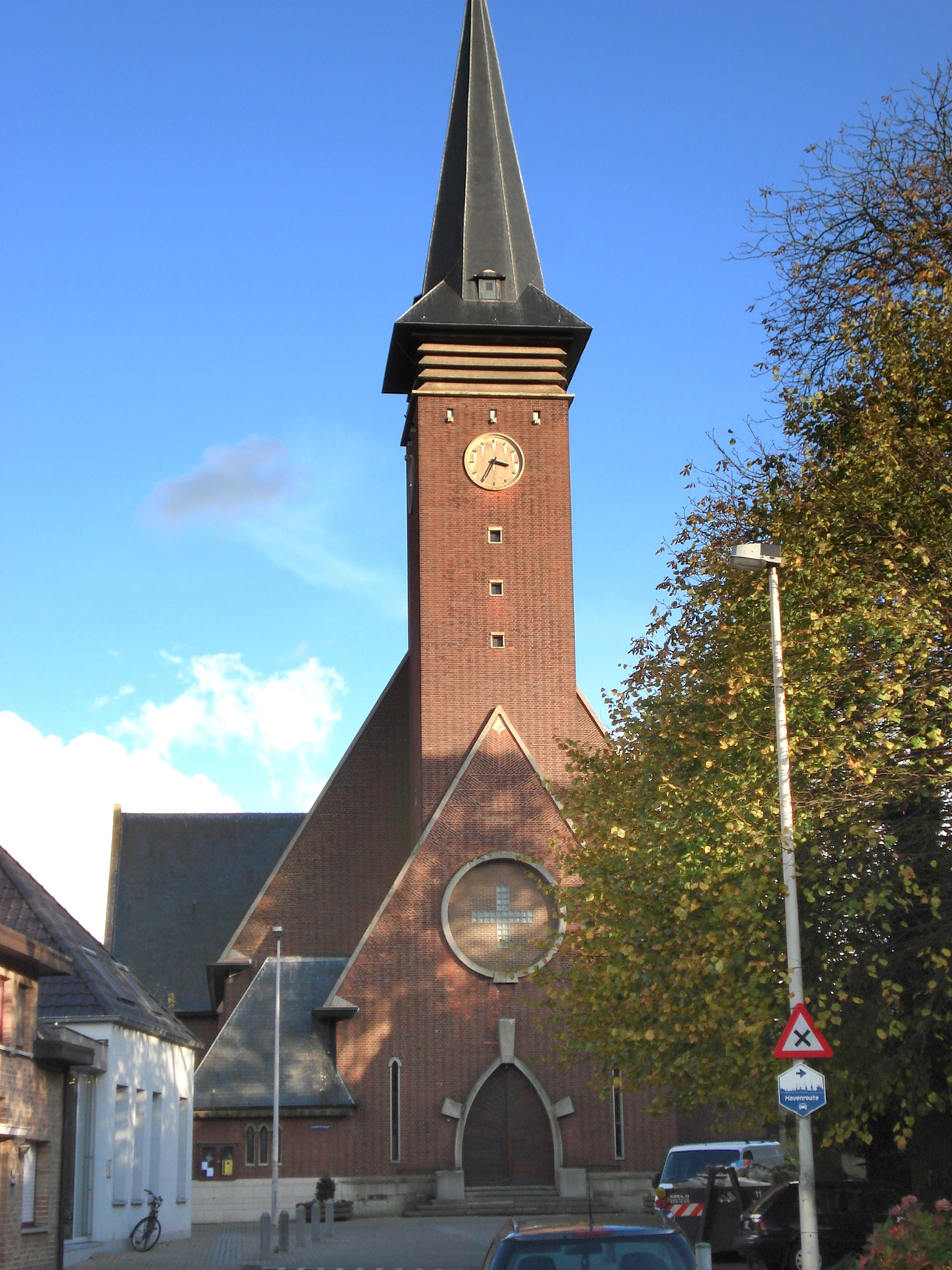
Sint-Jan Baptistkerk

De Sint-Jan Baptistkerk is de parochiekerk van de tot de gemeente Antwerpen behorende plaats Berendrecht, gelegen aan de Dorpstraat.

## Geschiedenis
De eerste kerk werd gesticht in de 14e eeuw, nadat het oorspronkelijke dorp door een overstroming werd verwoest en in 1329 verplaatst naar een hogere plek. De kerk werd regelmatig verbouwd. In 1685 werd een nieuw koor gebouwd. In 1846 werden zijbeuken toegevoegd. In 1869 werd het schip verlengd, met daarvoor een pad, werden zijkoren aangebracht en een toren gebouwd. In 1940 werd de toren opgeblazen door het Belgische leger, waarbij ook de kerk grotendeels werd verwoest. Van 1941-1943 werd de kerk herbouwd, met behoud van het laatgotische koor.
De kerk is "aan de eredienst onttrokken" in 2018; de kapel van O.L.V. van de Hagelberg (Kapelstraat 2) is de nieuwe parochiekerk.

## Gebouw
Het betreft een bakstenen georiënteerd kerkgebouw met voorgebouwde vlakopgaande westtoren met daarvoor een portaal onder zadeldak. Het laatgotisch koor heeft een driezijdige afsluiting.

## Interieur
Het middenschip wordt overkluisd door een houten spitstongewelf.
De kerk bezit een gepolychromeerd houten Johannes de Doperbeeld van de 17e eeuw. Ook is er een 17e-eeuws kruisbeeld. Een schilderij, Calvarie, is van Michiel Coxie (1573). De Heilige Familie met kleine Johannes is een schilderij van 2e helft 17e eeuw. J.M. Froiy schilderde Jezus wordt met een lans doorstoken, 18e-eeuws.
Het kerkmeubilair is overwegend neogotisch, afgezien van de preekstoel (1730) en een 17e-eeuwse biechtstoel.
Enkele grafstenen zijn buiten de kerk geplaatst, de oudste is van 1400.